# 8137 Kvíz
(8137) Kvíz, denumire internațională (8137) Kviz, este un asteroid din centura principală de asteroizi.

## Descriere
8137 Kvíz este un asteroid din centura principală de asteroizi. A fost descoperit pe 19 septembrie 1979 la Observatorul Kleť par l'Observatorul Kleť. Asteroidul prezintă o orbită caracterizată de o semiaxă mare de 2,33 ua, o excentricitate de 0,22 și o înclinație de 5,5° în raport cu ecliptica.